# Lilla Hagasjön
Lilla Hagasjön är en sjö i Svenljunga kommun i Västergötland och ingår i Ätrans huvudavrinningsområde.